# 第五屆新秀歌唱大賽
《第五屆新秀歌唱大賽》是1986年在香港舉行的歌唱比賽活動，由電視廣播有限公司（無綫電視）及華星唱片合辦，以「聲輝迥響五週年」為主題，約有四千二百多人參賽，結果由文佩玲獲得金獎及「最突出台風創新獎」；許志安獲得銀獎；黎明獲得銅獎。

## 比賽形式
《第五屆新秀歌唱大賽》於1986年舉行，參賽者必須持有香港身份證，約有四千二百多人報名參加，當中女性較男性為多，主辦單位評判團從中甄選出30名參加者晉身準決賽，得獎者可與華星唱片簽訂唱片合約和經理人合約。

### 新秀種籽
無綫電視以慶祝《新秀歌唱大賽》五週年為理由，於1986年2月在《歡樂今宵》節目中舉行《激光旋律之新秀種籽選拔賽》，參加者須持有香港身份證及年齡不超過25歲，其中30名參加者獲選進入初賽，在《歡樂今宵》節目中演唱其參賽歌曲，評判團以台風、音樂感、音質及歌唱技巧為評分準則，選出15名參加者進入決賽，從中選出3名勝出者。勝出者除了可獲得無綫電視的歌手合約外，同時可以「新秀種籽」身份參加《第五屆新秀歌唱大賽》決賽，毋須再經任何試音及評選。

### 準決賽
《第五屆新秀歌唱大賽》準決賽於1986年6月25日在利舞台舉行，由萬梓良、吳婉芳擔任司儀，評判團由音樂界及社會知名人士組成，包括：主席評判顧嘉煇、作家林燕妮、時裝設計師劉培基、作曲家林敏怡、香港中樂團音樂總監關迺忠、音樂製作人黎小田及藝人鄭文雅，從30名參賽者當中選出15人，獲選者將會與三名透過《激光旋律之新秀種籽選拔賽》選出的「新秀種籽」一同晉身決賽。

### 決賽
《第五屆新秀歌唱大賽》決賽於1986年7月13日在伊利沙伯體育館舉行，由萬梓良、吳婉芳擔任司儀，大會嘉賓包括梅艷芳、葉德嫻、甄妮、張學友、呂方、盧冠廷、陳百強、杜德偉、張衛健等，評判團除了原有的班底外，另外再增加三名評判，包括：日本企業行政總監渡邊正文、日本藝人近藤真彦及曾經是東京音樂節評判之一的Mr. Dodonoval，當天頒發的獎項包括「金獎」、「銀獎」、「銅獎」及「最突出台風創新獎」，金獎得主可獲現金港幣20,000元，同時可獲得「五週年大獎」，由贊助商送出一支價值港幣數萬元的黃金麥克風；銀獎得主可獲現金港幣5,000元，所有得獎者均可成為華星唱片的合約歌手。

## 參賽者名單
以下編號1－30的參賽者是由評判團在四千二百多名《第五屆新秀歌唱大賽》的參加者中甄選出來進行準決賽，繼而選出十五強晉身決賽，而三名「新秀種籽」則透過參加《激光旋律之新秀種籽選拔賽》勝出，直接晉身《第五屆新秀歌唱大賽》決賽，有關參賽者的姓名、參賽歌曲及獎項等資料如下：
| 編號     | 參賽者姓名 | 初賽參賽歌曲（原唱歌手）                   | 晉身決賽 | 決賽參賽歌曲（原唱歌手）                  | 獎項                               | 參考／備註                                                                                               |
| -------- | ---------- | ------------------------------------------ | -------- | ----------------------------------------- | ---------------------------------- | --- |
| 1        | 鄧若嫻     | 跳舞街（陳慧嫻）                           | ✓        | 跳舞街（陳慧嫻）                          |                                    | |
| 2        | 邵敏婷     | 夜之節拍（王雅文）                         |          |                                           |                                    | |
| 3        | 劉偉強     | 絕對空虛（蔡楓華）                         |          |                                           |                                    | |
| 4        | 孟景明     | 種籽決賽-打火機（甄妮）                    | ✓        | 是不是這樣（蘇芮）                        |                                    | 新秀種籽15強                                                                                             |
| 5        | 陳學莉     |                                            |          |                                           |                                    | |
| 6        | 羅艾文     |                                            | ✓        | 打開信箱（張國榮）                        |                                    | |
| 7        | 胡昭明     |                                            |          |                                           |                                    | |
| 8        | 陳家碧     |                                            |          |                                           |                                    | |
| 9        | 袁志偉     |                                            | ✓        | 月半彎（張學友）                          |                                    | |
| 10       | 袁鳳瑛     |                                            | ✓        | 放縱（林憶蓮）                            |                                    | |
| 11       | 關淑怡     | Crazy For You（麥當娜）                    |          |                                           |                                    | |
| 12       | 文佩玲     |                                            | ✓        | 夢伴（梅艷芳）                            | 金獎 五周年金咪獎 最突出台風創新獎 | 金獎得主同時可兼得「五周年金咪獎」                                                                       |
| 13       | 吳啟明     | 情已逝（張學友）                           |          |                                           |                                    | |
| 14       | 尹麗玉     |                                            | ✓        | 再見Sayonara（陳潔靈）                    |                                    | |
| 15       | 徐穎欣     |                                            | ✓        | Saving All My Love For You（雲妮·侯斯頓） |                                    | |
| 16       | 白鶯       |                                            | ✓        | 再坐一會（鄺美雲）                        |                                    | |
| 17       | 黎明       | 絕對空虛（蔡楓華）                         | ✓        | 絕對空虛（蔡楓華）                        | 銅獎                               | [ 15 ]                                                                                                   |
| 18       | 雷安棋     |                                            | ✓        | 偷心者（張學友）                          |                                    | 系統出錯或故障，導致有四位參賽者（包括雷安棋本人在內）被誤寫成為雷安棋。                                 |
| 19       | 許惠惠     |                                            |          |                                           |                                    | |
| 20       | 林俊賢     |                                            |          |                                           |                                    | |
| 21       | 劉錫明     | 天籟（關正傑）                             |          |                                           |                                    | |
| 22       | 盧昭明     |                                            | ✓        |                                           |                                    | 盧昭明與亞洲電視有限公司的合約尚未屆滿，按照合約規定不能於無綫電視亮相，因此在決賽舉行前夕宣佈退出競賽。 |
| 23       | 許志安     |                                            | ✓        | 霧之戀（譚詠麟）                          | 銀獎                               | 曾經參加第三屆及第四屆新秀歌唱大賽，但未能入選。                                                         |
| 24       | 陳寶華     |                                            |          |                                           |                                    | |
| 25       | 何紹邦     |                                            |          |                                           |                                    | |
| 26       | 鍾佩玲     |                                            | ✓        | 斷（麥潔文）                              |                                    | |
| 27       | 游德康     |                                            |          |                                           |                                    | |
| 28       | 方曉虹     |                                            |          |                                           |                                    | |
| 29       | 梁惠芬     |                                            |          |                                           |                                    | |
| 30       | 黃翊       | 黑色午夜（張國榮）                         | ✓        | Stand Up（張國榮）                        |                                    | [ 18 ]                                                                                                   |
| 新秀種籽 | 唐慧賢     | 種籽決賽-長夜 my love good night（葉蒨文） | ✓        | 怎麼開始（鄧麗君）                        |                                    | [ 19 ]                                                                                                   |
| 新秀種籽 | 趙佩玲     | 種籽決賽-誰可相依（蘇芮）                  | ✓        | 再度孤獨（甄妮）                          |                                    | [ 19 ]                                                                                                   |
| 新秀種籽 | 盧寶德     | 種籽決賽-吻別（張學友）                    | ✓        | Smile Again瑪利亞（張學友）               |                                    | [ 19 ]                                                                                                   |

## 各界評價
部份《第五屆新秀歌唱大賽》評判團成員在比賽結束後接受媒體訪問，發表自己對參賽者的評價，黎小田對比賽結果感到滿意，認為此屆的參賽者質素不錯，並表示自己給許志安最高分數，其次是黎明和文佩玲。他認為黎明的樣子英俊，有條件在演藝行業發展，而文佩玲的台風則別具一格，同時對參賽者白鶯未能獲獎感到可惜；顧嘉煇認為參賽者的水準非常平均，三名得獎者之中，他表示最喜歡許志安；鄭文雅表示賽果非常合理，認為許志安有特別的性格；林燕妮認為此屆的女性參賽者的整體表現較男性參賽者好，她表示文佩玲的台風最特別，而許志安的樣子及性格則最突出，同時認為黎明如果能夠發揮出準決賽時的表現，可能會得到更高的名次。三名得獎者在接受新聞界訪問時也對自己的表現作出評價，金獎得主文佩玲對自己的表現尚算滿意，她認為自己初出場時因為緊張而跟不到舞步，到了後半部份才表現流暢自然；銀獎得主許志安認為自己在決賽的表現比準決賽時進步了，對自己在後半段的歌唱表現最為滿意；銅獎得主黎明認為自己的表現比綵排時好，他表示可能是太緊張的緣故，決賽時的表現不及準決賽時好。
香港樂評人黃志華以筆名李謨如在報章專欄發表評論，對於三名「新秀種籽」未能於決賽中憑表現贏得獎項感到意外，認為比賽結果反映出《激光旋律之新秀種籽選拔賽》是無綫電視為了針對亞洲電視的《未來偶像爭霸戰》節目而倉卒舉辦的活動，未有認真評選參賽者的歌藝，他認為三名獲選的「新秀種籽」在決賽時的表現參差，唐慧賢選擇了一首難度頗高的歌曲《怎麼開始》作為參賽歌曲，卻未能展示出自己對此歌曲的駕馭能力；趙佩玲的表現也只是不過不失；盧寶德的表現是三人之中最好的一個，但仍未能憑表現獲得獎項。此外，有報章評論認為此屆參賽者的質素明顯比以往的好，歌唱水準相當平均，沒有表現特別突出的參賽者，評判唯有從參賽者的型格、台風方面作出區別，同時認為參賽者袁鳳瑛及白鶯的歌唱表現不俗，惟二人所唱的均是慢歌，在歌唱比賽中不易討好，容易被忽視。當時於華星唱片擔任製作人的陳善之是初賽的評審之一，負責從數千名參賽者之中挑選出30人進入準決賽，他表示第一次看到黎明，覺得黎明的外形出眾，有條件在電視、電影方面發展，同時認為黎明當時的歌藝一般，日後可以慢慢練習。

## 賽後發展
《第五屆新秀歌唱大賽》結束後，華星唱片與三名得獎者簽訂為期8年的經理人合約（4年死約；4年生約），文佩玲於1986至1989年間曾經灌錄歌曲，但華星唱片未有為她發行唱片，1989年離開華星唱片加盟百代唱片，在1989至1990年間推出兩張唱片，但反應一般，1992年退出娛樂圈，其後於2016至2019年間偶爾會參與歌唱演出的工作，但未有推出新的音樂作品；許志安於1988年至今曾經推出多張唱片，並參與演出電視劇集及電影，在1990年代開始受到外界的關注，成為具知名度的歌手及藝人，1997年離開華星唱片加盟正東唱片，2019年因被揭發婚外情事件，一度宣佈暫停其演藝事業；黎明於1980年代以參演電視劇集為主要工作，曾經灌錄電視劇主題曲，但華星唱片一直未有為他發行唱片，其後於1989至1990年間離開華星唱片加盟寶麗金唱片公司，在1990年代開始發行多張唱片，在樂壇、電影圈及廣告界均受到關注，成為具知名度的歌手及藝人，也是「香港四大天王」現象的代表人物之一，在娛樂圈活躍至今。
此外，部份未能獲獎的參賽者透過不同的途徑投身於音樂或演藝事業，鄧若嫻和邵敏婷於1987年參加《全港十九區業餘歌唱大賽》，分別獲得冠軍和亞軍，鄧若嫻同時參加了《未來偶像爭霸戰》歌唱比賽，惟二人均未有在音樂或演藝事業方面發展；孟景明是香港演員孟海的妹妹，1987年改名為孟素伶，與無綫電視簽訂2年合約，並於1988年推出唱片盒帶，此後未有繼續在娛樂圈發展；袁志偉於1988年簽約百代唱片，曾經在1990至1991年間推出2張唱片，其後以健康理由退出歌壇；袁鳳瑛於1988年參加《未來偶像爭霸戰》歌唱比賽並獲得「最突出台風獎」，曾經在1990年代推出唱片及演唱單曲作品，其後成為歌唱老師；關淑怡於1989年簽約寶麗金唱片公司，在1990年代開始推出多張唱片，亦參與演出數部電影，是香港具知名度的歌手及演員，直到2020年4月5日宣佈退休；吳啟明是香港演員吳啟華的哥哥，於《第五屆新秀歌唱大賽》準決賽落敗後獲邀參加無綫電視藝員訓練班，由此成為演員，曾經參與演出多部電視劇集及電影；尹麗玉於1987年參加《未來偶像爭霸戰》歌唱比賽並獲得「最突出台風獎」，成為亞洲電視藝員，於1980至1990年代曾經參與演出多部電視劇集及電影；林俊賢於1982年報讀無綫電視藝員訓練班成為藝員，在《第五屆新秀歌唱大賽》準決賽落敗後獲邀以主角身份演出多部電視劇集，同時亦參演電影，其後於1990年代中期退出娛樂圈；盧昭明於1987年簽約恆星娛樂股份有限公司，曾獲邀演繹廣告歌曲，其後退出娛樂圈；方曉虹及劉錫明於1987年再次參加《新秀歌唱大賽》，二人分別獲得金獎、「最突出台風獎」及銀獎，方曉虹曾經灌錄多首電視劇集歌曲，並演出多部電視劇集及電影，但未有發行唱片；劉錫明於1988年參加無綫電視藝員訓練班，成為歌手及藝人，在1990年代初期打開了知名度，其後於1990年代中期轉移到台灣發展演藝事業；黃翊於1986年簽約新藝寶唱片，曾經在1980至1990年代發行多張唱片及演出電視劇集、電影，其後因被雪藏而淡出娛樂圈。

### 書籍文獻
- 黃國恩. . 香港: 非凡出版. 2020-07: 15. ISBN 9789888676002 （中文）.
- 黃夏柏. . 香港: 非凡出版. 2020-12-07: 59－61. ISBN 9789888675739 （中文）.

### 註腳列表
1. ↑  . 華僑日報. 1986-07-14: 1. （原始内容存档于2021-07-25） （中文）.
2. ↑  . 大公報. 1986-07-13: 13 （中文）.
3. ↑  . 華僑日報. 1986-06-18: 17 （中文）.
4. ↑  . 華僑日報. 1986-01-22: 21 （中文）.
5. ↑  . 華僑日報. 1986-03-08: 19 （中文）.
6. ↑  . 華僑日報. 1986-06-26: 9 （中文）.
7. ↑  . 大公報. 1986-06-26: 17 （中文）.
8. ↑  . 商業電台. 2020-07-13  [2021-06-05]. （原始内容存档于2021-06-06） （中文）.
9. ↑  . 華僑日報. 1986-07-09: 10 （中文）.
10. ↑  . 華僑日報. 1986-05-07: 14 （中文）.
11. ↑  . My TV Super. 2019  [2019-12-28]. （原始内容存档于2019-04-15） （中文）.
12. ↑  第五屆新秀歌唱大賽三十位準決賽者真面目. 2020-02-10於Facebook.  [2023-01-01]
13. ↑  . 星島日報. 1986-03-01 （中文）.
14. ↑  . 華僑日報. 1986-07-14: 12 （中文）.
15. ↑  . 華僑日報. 1986-07-15: 17 （中文）.
16. ↑  . 華僑日報. 1986-07-13: 16 （中文）.
17. ↑  . 華僑日報. 1986-07-15: 17 （中文）.
18. ↑  . 華僑日報. 1986-07-03: 21 （中文）.
19. ↑  . 華僑日報. 1986-07-03: 21 （中文）.
20. ↑  . 大公報. 1986-07-14: 17 （中文）.
21. ↑  . 大公報. 1986-07-15: 12 （中文）.
22. ↑  李謨如. . 大公報. 1986-07-17: 11 （中文）.
23. ↑  李茵. . 大公報. 1986-07-18: 11 （中文）.
24. ↑  . 明報周刊. 2015-11-07  [2020-03-07]. （原始内容存档于2020-03-07） （中文）.
25. ↑  . 華僑日報. 1986-08-21: 24 （中文）.
26. ↑  . 東方日報. 2016-12-24  [2019-12-29]. （原始内容存档于2018-10-19） （中文）.
27. ↑  . 東方日報. 2019-06-28  [2019-12-31]. （原始内容存档于2019-12-31） （中文）.
28. ↑  . 明報. 2019-04-16  [2019-12-29]. （原始内容存档于2019-04-17） （中文）.
29. ↑  . 晴報. 2019-08-30  [2019-12-29]. （原始内容存档于2019-12-29） （中文）.
30. ↑  . 華僑日報. 1987-12-20: 15 （中文）.
31. ↑  . 華僑日報. 1987-01-12: 13 （中文）.
32. ↑  . 華僑日報. 1988-01-22: 14 （中文）.
33. ↑  . come back to love 80-90年代廣東歌. 2015-11  [2019-12-29]. （原始内容存档于2018-12-11） （中文）.
34. ↑  . 華僑日報. 1988-03-22: 7 （中文）.
35. ↑  . 香港經濟日報. 2016-10-25  [2019-12-29]. （原始内容存档于2017-03-20） （中文）.
36. ↑  . 東方日報. 2020-04-05  [2020-04-05]. （原始内容存档于2020-04-05） （中文）.
37. ↑  . 華僑日報. 1988-10-11: 17 （中文）.
38. ↑  . 華僑日報. 1987-03-31: 15 （中文）.
39. ↑  . 華僑日報. 1989-02-19: 23 （中文）.
40. ↑  . 晴報. 2019-08-28  [2019-12-28]. （原始内容存档于2019-10-27） （中文）.
41. ↑  游大東. . 香港01. 2017-06-15  [2019-12-28]. （原始内容存档于2018-10-01） （中文）.
42. ↑  . 華僑日報. 1987-07-13: 5 （中文）.
43. ↑  . 晴報. 2019-12-06  [2019-12-28]. （原始内容存档于2019-12-28） （中文）.
44. ↑  . 晴報. 2019-12-13  [2020-01-02]. （原始内容存档于2019-12-15） （中文）.